# شمال غرب (فيتنام)

تاي باك ( شمال غرب بالفيتنامية: Tây Bắc ) هي منطقة من مناطق فيتنام، تقع في المنطقة الجبيلة للشمال الغربي من الدولة . وتتكون من أربع محافظات وهي  دين بين وهوا بنه ولا تشاو وسون لا. وينظر إلى المحافظاتين لاو كاي وين باي على أنهما جزء من هذه المنطقة. ويبلغ تعداد المنطقة ما يقارب المليونين ونصف مليون.

## المحافظات
| م | المحافظة                   | المركز الاداري             | المساحة (كم²) | التعداد   | الكثافة (/كم²) | % النسبة |
| - | -------------------------- | -------------------------- | ------------- | --------- | -------------- | -------- |
| 1 | محافظة دين بين - Điện Biên | دين بين فو - Điện Biên Phủ | 9,562.5       | 490,306   | 51.3           | 15.0     |
| 2 | محافظة هوا بنه - Hòa Bình  | هوا بنه - Hòa Bình         | 4,684.2       | 785,217   | 167.6          | 15.0     |
| 3 | محافظة لا تشاو - Lai Châu  | لا تشاو - Lai Châu         | 9,112.3       | 370,502   | 40.7           | 14.2     |
| 4 | محافظة سون لا - Sơn La     | سون لا - Sơn La            | 14,174.4      | 1,076,055 | 75.9           | 13.8     |